# باشگاه فوتبال بانک تجارت تهران
باشگاه فرهنگی ورزشی بانک تجارت باشگاهی در شهر تهران متعلق به بانک تجارت بود که در سال ۱۳۶۸شمسی - ۱۹۸۹ میلادی با خرید امتیاز باشگاه فوتبال بوتان از پرویز ابوطالب مالک و مربی این تیم تأسیس شد و علاوه بر فوتبال در رشته‌هایی چون والیبال و بسکتبال نیز فعالیت می‌کرد.
باشگاه بانک تجارت در دوران فعالیتش تعدادی از بهترین بازیکنان و مربیان وقت فوتبال ایران همچون علی دایی، ناصر حجازی، حسن روشن، یحیی گل‌محمدی، رضا ترابیان، بیژن طاهری و مارکار آقاجانیان و مربی با دانش امیر حاج‌رضایی را در اختیار داشت.
این تیم فقط در فصل ۱۳۷۳ شمسی در لیگ سراسری ۲۴ تیمی ایران حضور داشتند و با سقوط از لیگ دسته اول در همان سال بازیکنان سرشناس از این تیم جدا شدند و بعد از آن در لیگ دسته یک تهران تا سال ۱۳۷۹ شمسی فعالیت داشت.

## افتخارات
قهرمان جام باشگاه‌های تهران ۱۳۷۲

## بازیکنان پیشین
- علی دایی
- محمد احمدزاده
- مهدی فنونی‌زاده
- بیژن طاهری
- افشین پیروانی
- یحیی گل‌محمدی
- رضا ترابیان
- مارکار آقاجانیان
- رضا احدی
- مجید صالح

## مربیان پیشین
- ناصر حجازی
- جلال چراغ‌پور
- امیر حاج‌رضایی
- پرویز ابوطالب